# Шотландская национальная партия
Шотла́ндская национа́льная па́ртия (гэльск. Pàrtaidh Nàiseanta na h-Alba; скотс Scots Naitional Pairtie; англ. Scottish National Party; ШНП) — левоцентристская политическая партия Великобритании, выступающая за независимость Шотландии от Соединённого Королевства, третья по числу членов партия в Великобритании, а также крупнейшая партия в парламенте Шотландии.
Депутаты от ШНП в парламенте поддерживают тесные связи с Партией Уэльса (Плайд Камри) и образуют совместную фракцию в Палате общин. Обе эти партии входят в Европейский свободный альянс (European Free Alliance, EFA).

## История
Партия образовалась в 1934 году в результате слияния левоцентристской Национальной партии Шотландии и правоцентристской Шотландской партии. Впервые ШНП получила место в парламенте в 1945 году. 
Вторая победа на выборах была одержана в 1967 году, а апогеем влияния партии в XX веке стали 1970-е годы, когда ШНП получила почти треть всех голосов в Шотландии.
Изначально умеренная центристская партия, ШНП к 1960-м годам под руководством Вильяма Вольфа постепенно перешла на более левые позиции (за счёт роста влияния в индустриализированных городах, профсоюзах и движении за ядерное разоружение и критики просчётов лейбористов, до того доминировавших в Шотландии). Названная по году основания «Группа 79», в которую входил и будущий партийный лидер Алекс Салмонд, стремилась преобразовать ШНП в открыто социалистическую и республиканскую партию, за что её члены были временно исключены из партийных рядов.
В 1970-х годах партия подняла волну национализма в Шотландии, воспользовавшись тем, что у берегов Шотландии началась активная добыча нефти — для выборов 1974 года партией был предложен отличный лозунг «Это шотландская нефть», благодаря которому ШНП на февральских выборах получила 7 мест, а на октябрьских уже 11, получив треть всех голосов Шотландии.
После введения на территории Шотландии гомруля (1999 год), партия ушла в оппозицию к коалиции Шотландской лейбористской партии и либерал-демократов в шотландском парламенте.
По итогам выборов 2007 года ШНП завоевала большинство 47 из 127 мест в парламенте Шотландии, а по итогам выборов 2010 года — 6 из 59 «шотландских» мест в Палате общин Великобритании. Несмотря на то, что ШНП опередила главных конкурентов — лейбористов — только на 1 депутатское место, именно она, согласно нормам закона, получила право сформировать правительство Шотландии.
В 2011 году партия получила 69 из 129 мест в парламенте Шотландии. Они составили коалицию с Шотландской партией зелёных. В Шотландии партия получила право сформировать исполнительную власть королевства. Первым министром был назначен лидер партии Алекс Салмонд. После выборов Салмонд объявил о начале общественных консультаций по вопросу о дальнейшем статусе региона в составе Соединённого Королевства.
Одним из первых политических шагов нового правительства стало предложение провести в 2014 году референдум о независимости Шотландии.

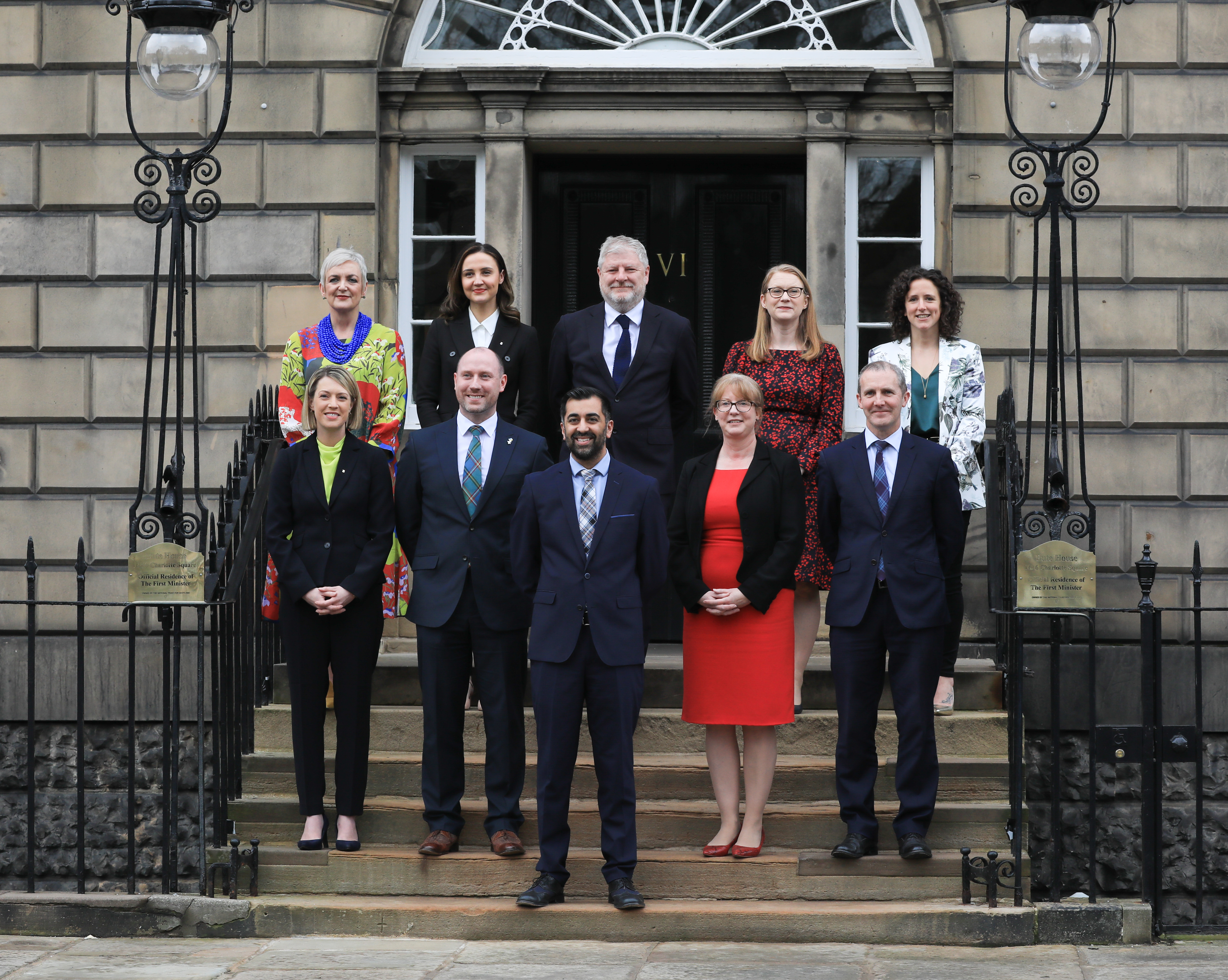
Члены кабинета министров от ШНП, апрель 2023 года.

После ухода Салмонда в отставку в результате поражения сторонников независимости на референдуме 18 сентября 2014 года, новым лидером ШНП и первым министром Шотландии 15 октября 2014 года стала Никола Стерджен, которая до этого в течение 10 лет была заместителем Салмонда. Во время своей инаугурационной речи на очередном Съезде ШНП 15 ноября 2014 года в городе Перт, Стерджен заявила, что, исторически, её «партия всегда была партией конституционного прогресса», а целью её пребывания на посту будет «создание справедливого государства, поддерживаемого сильной экономикой». Она также подчеркнула скорую возможность очередного референдума о независимости в случае, если центральные правительственные партии проголосуют за выход страны из ЕС, если они не передадут расширенные полномочия шотландскому парламенту, а также если они продолжат развёртывание в Шотландии нового поколения ядерного оружия на американской платформе «Трайдент».
По итогам общебританских парламентских выборов в 2015 году ШНП выиграла 56 «шотландских» мест из 59 в Палате общин, став 3-й по величине политической партией Великобритании. По итогам досрочных общебританских парламентских выборов 2017 и 2019 годов ШНП получила соответственно 35 и 48 мест, сохранив третье место в списке общебританских партий.
После ухода в отставку Николы Стерджен в марте 2023 года, полиция Шотландии начала расследование финансовых преступлений бывшего исполнительного менеджера партии и мужа Стерджен.

## Политическая платформа
Политика партии базируется на европейской социал-демократии. В программе декларируется приверженность прогрессивному налогообложению, поддержке образовательных грантов для студентов вузов, одностороннему ядерному разоружению и т. д. 
Поддерживает однополые браки, умеренную секуляризацию, строительство доступного жилья, снижение налогов, повышение зарплат для медсестёр.
Также партия призывает к созданию независимого шотландского государства, полноправного члена Европейского союза.
Вопреки распространённому мнению, ШНП, согласно официальной точке зрения, не является республиканской партией, поскольку этот вопрос, по их мнению, является вторичным по отношению к вопросу о государственном суверенитете. Тем не менее, многие представители Шотландской национальной партии определяют себя как республиканцы.

## Организация
Партия состоит из местных отделений, которые, в свою очередь, образуют региональную ассоциацию (всего восемь ассоциаций) в каждом избирательном округе. Ежегодно проводятся партийные съезды.
Руководящим органом партии является Национальный исполнительный комитет, состоящий из выбранных на съезде членов партии. Кроме того, в исполнительном комитете представлены депутаты Парламента Шотландии, Палаты общин и Европарламента, а также представители молодёжных и студенческих организаций, профсоюзов.
В ШНП существует достаточно активное молодёжное крыло «Молодые шотландцы за независимость», студенческое крыло «Федерация студентов-националистов», а также профсоюзная группа. Издаётся финансируемая партией ежемесячная газета «The Scots Independent».
Согласно данным на конец 2004 года, количество членов Шотландской национальной партии возросло с 2003 года с 9,5 тысяч до почти 11 тысяч человек. 
К концу июня 2006 количество членов возросло до 12 066 человек. 

После неудачного проведения референдума о независимости Шотландии 18 сентября 2014 года, в течение одной недели количество членов неожиданно возросло до рекордного уровня в более чем 43,6 тысяч человек, таким образом, превратив ШНП в третью крупнейшую партию Великобритании. К началу октября 2014 года некоторые источники предположили, что членство в ШНП возросло до 100 тысяч человек, однако, как говорится в официальном коммюнике ШНП от 10 октября 2010 года, в настоящий момент членство превышает планку лишь в 80 тыс. человек. Однако, к моменту общебританских парламентских выборов 7 мая 2015 года, численность членов ШНП перевалила за отметку 100 тысяч человек, что обеспечило доминирование кандидатов от партии в практически всех 59 одномандатных (мажоритарных) округах в Шотландии. 

Через месяц после Референдума о членстве Великобритании в Европейском союзе (2016), численность ШНП перевалила за отметку 120 тысяч человек, а в 2018 году достигла официальной отметки в 125 тысяч членов. В дальнейшем, численность членов постепенно сокращалась, и, к 2023 году, после ухода с поста лидера партии Николы Стерджен, составила чуть более 73 тысяч человек.

## Результаты выборов в Парламент Великобритании (процент голосов только по Шотландии)
| Выборы 1935 года         | 1,1 %  | 0 мест  |
| Выборы 1945 года         | 1,2 %  | 0 мест  |
| Выборы 1950 года         | 0,4 %  | 0 мест  |
| Выборы 1951 года         | 0,3 %  | 0 мест  |
| Выборы 1955 года         | 0,5 %  | 0 мест  |
| Выборы 1959 года         | 0,5 %  | 0 мест  |
| Выборы 1964 года         | 2,4 %  | 0 мест  |
| Выборы 1966 года         | 5,0 %  | 0 мест  |
| Выборы 1970 года         | 11,4 % | 1 место |
| Выборы февраля 1974 года | 21,9 % | 7 мест  |
| Выборы октября 1974 года | 30,4 % | 11 мест |
| Выборы 1979 года         | 17,3 % | 2 места |
| Выборы 1983 года         | 11,7 % | 2 места |
| Выборы 1987 года         | 14,0 % | 3 места |
| Выборы 1992 года         | 21,5 % | 3 места |
| Выборы 1997 года         | 22,1 % | 6 мест  |
| Выборы 2001 года         | 20,1 % | 5 мест  |
| Выборы 2005 года         | 17,7 % | 6 мест  |
| Выборы 2010 года         | 19,9 % | 6 мест  |
| Выборы 2015 года         | 50,0 % | 56 мест |
| Выборы 2017 года         | 36,9 % | 35 мест |
| Выборы 2019 года         | 45,0 % | 48 мест |
| Выборы 2024 года         | 30,0 % | 9 мест  |

## ШНП и последствия выхода Великобритании из Евросоюза
В результате начала процесса по выходу Великобритании из ЕС и связанного с ним кризиса в лейбористской партии Великобритании, шотландские националисты, представленные в Палате общин в 2015—2017 годах 56 депутатами, в очередной раз потребовали официального статуса оппозиции для ШНП, которая с момента Парламентских выборов в Великобритании 2015 года является третьей по величине (согласно членству) партией Великобритании. Несмотря на многочисленные протесты с их стороны, во время скоропалительного голосования 13 мая 2018 года по «Биллю о выходе из Евросоюза» (в третьем чтении), в результате которого поправки, внесённые Палатой лордов, относительно нарушения основных принципов деволюции положениями ст. 15 законопроекта, не были приняты — все депутаты от ШНП покинули заседание Палаты общин в знак протеста. В двух программных документах от 2016 и 2018 годов, партия настойчиво призывала правительство Великобритании сохранить членство, если не всего государства, то хотя бы непосредственно Шотландии (а также Северной Ирландии) в Европейской экономической зоне, а также в Европейском таможенном союзе, а в случае отказа из Лондона намеревалась проделать это и без его официальной поддержки.

## ШНП и коалиция с партией шотландских Зеленых
20 августа 2021 года ШНП подписала коалиционное соглашение с шотландской партией Зелёных, предусматривающее проведение совместной политики, направленной на обретение независимости страны в течение последующих 5 лет, а также членства в ЕС . В апреле 2024 года ШНП официально расторгло данное соглашение, что повлекло кризис руководства партии и уход в отставку первого министра Шотландии Хамзы Юсефа.